# Hyperlasion politum
Hyperlasion politum är en tvåvingeart som beskrevs av Werner Mohrig 1996. Hyperlasion politum ingår i släktet Hyperlasion och familjen sorgmyggor. Inga underarter finns listade i Catalogue of Life.